# Breguet
La fàbrica de rellotges Breguet va ser fundada l'any 1775 pel rellotger Abraham Louis Breguet que va estar establerta a París durant molt de temps. Avui la companyia té la seu a L'Abbaye, Suïssa, i forma part del Swatch Group .

## Història
El 1780, poc després d' Abraham-Louis Perrelet i Hubert Sarton, Breguet va produir els seus primers rellotges de bobina automàtica amb un pes oscil·lant. El primer rellotge de butxaca amb gong integrat (per mostrar l'hora acústicament) va ser construït per Breguet l'any 1783.L'any 1790, la fàbrica es va cridar l'atenció amb el «pare-chute», precursor de l'amortidor . Breguet va rebre una patent per a la invenció del tourbillon del Ministeri de l'Interior francès el 1801. Amb el primer rellotge de polsera real construït en el període 1810-1812, Breguet va ser pioner en el rellotge modern com a company constant.
A mesura que els rellotges de Breguet es van fer famosos, aviat van començar a aparèixer falsificacions que portaven el seu nom. Per això, l'any 1795, Breguet va començar a aplicar una signatura secreta a les esferes dels seus rellotges. L'anomenat espiral de Breguet també es va fer molt conegut entre els experts. Es tracta d'un espiral de forma especial del volant regulador, en el qual l'última espira de l'espiral es troba lleugerament per sobre de l'espiral gràcies a dues corbes, que permeten que l'espiral "respiri" de manera concèntrica.

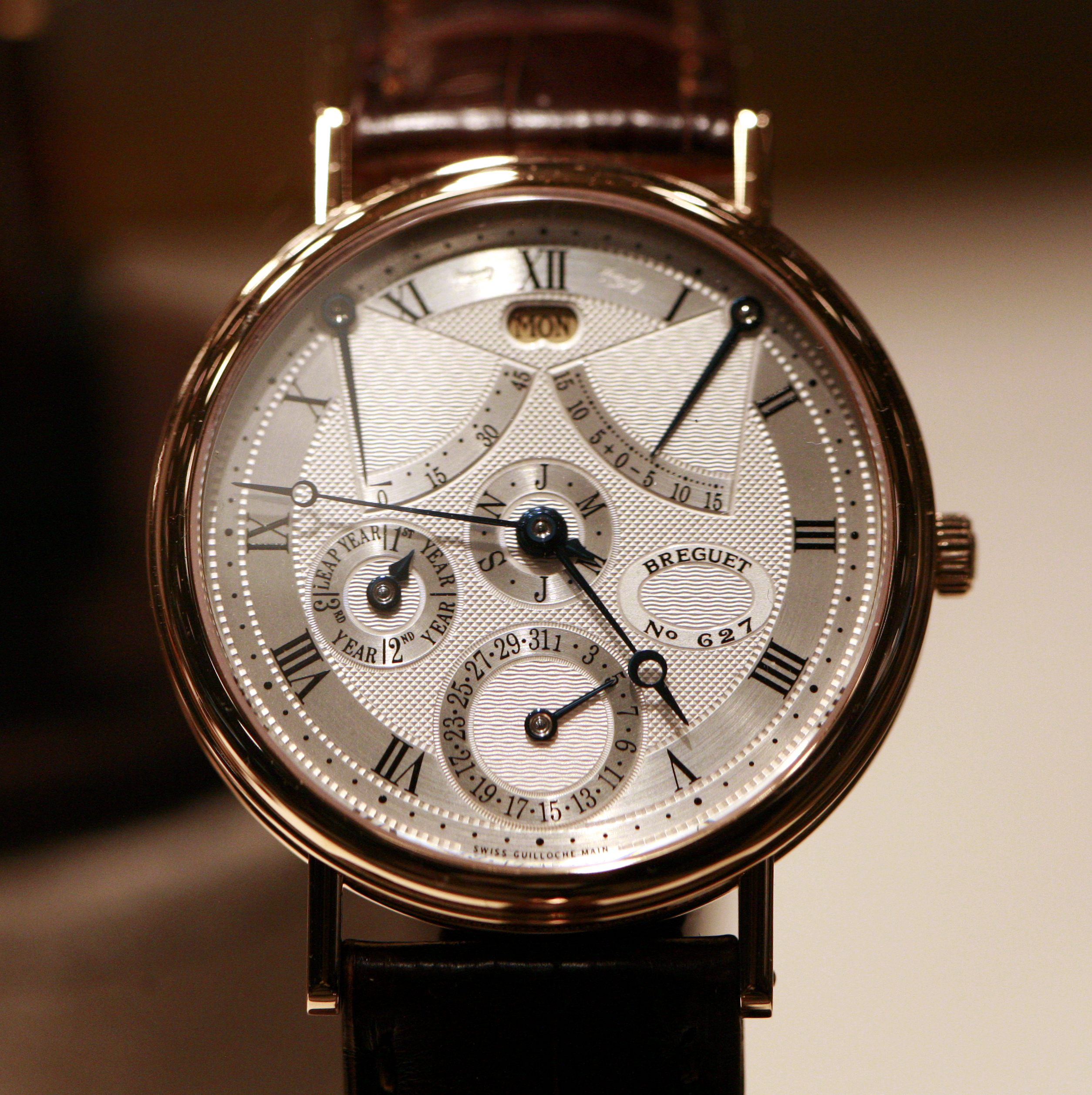
Rellotge Breguet

Els rellotges Breguet representen els millors productes tècnics en el segment de preus més alt. El calendari de fases de la lluna del model "Classique" té una validesa de 1050 anys, el rellotge consta d'unes 2500 peces individuals i costa (a partir de 2012) uns 300.000,00 €.
La fàbrica va romandre de propietat familiar fins al 1870 i després va ser assumida pel llavors director del taller Edward Brown. La família d'Edward Brown va vendre Breguet al joier Chaumet el 1970. El 1987, Breguet va ser adquirida per la companyia financera londinenca Investcorp . Groupe Breguet va ser fundat sota Investcorp, que incloïa les empreses Montres Breguet SA, Montres Jaquet-Droz SA, Valdar SA i Nouvelle Lemania SA . El 1999 Breguet va ser adquirida pel Swatch Group .
En el moment de l'adquisició, Breguet venia uns 4.000 rellotges a l'any amb unes vendes anuals d'uns 40 milions de francs suïssos. El 2006, el nombre de rellotges venuts va pujar a 22.000 rellotges l'any amb una facturació de 400 milions de francs suïssos. A l'hora de construir els moviments, Breguet també utilitza peces de silici, p. B. balanços.

## Compradors històricament significatius de rellotges Breguet

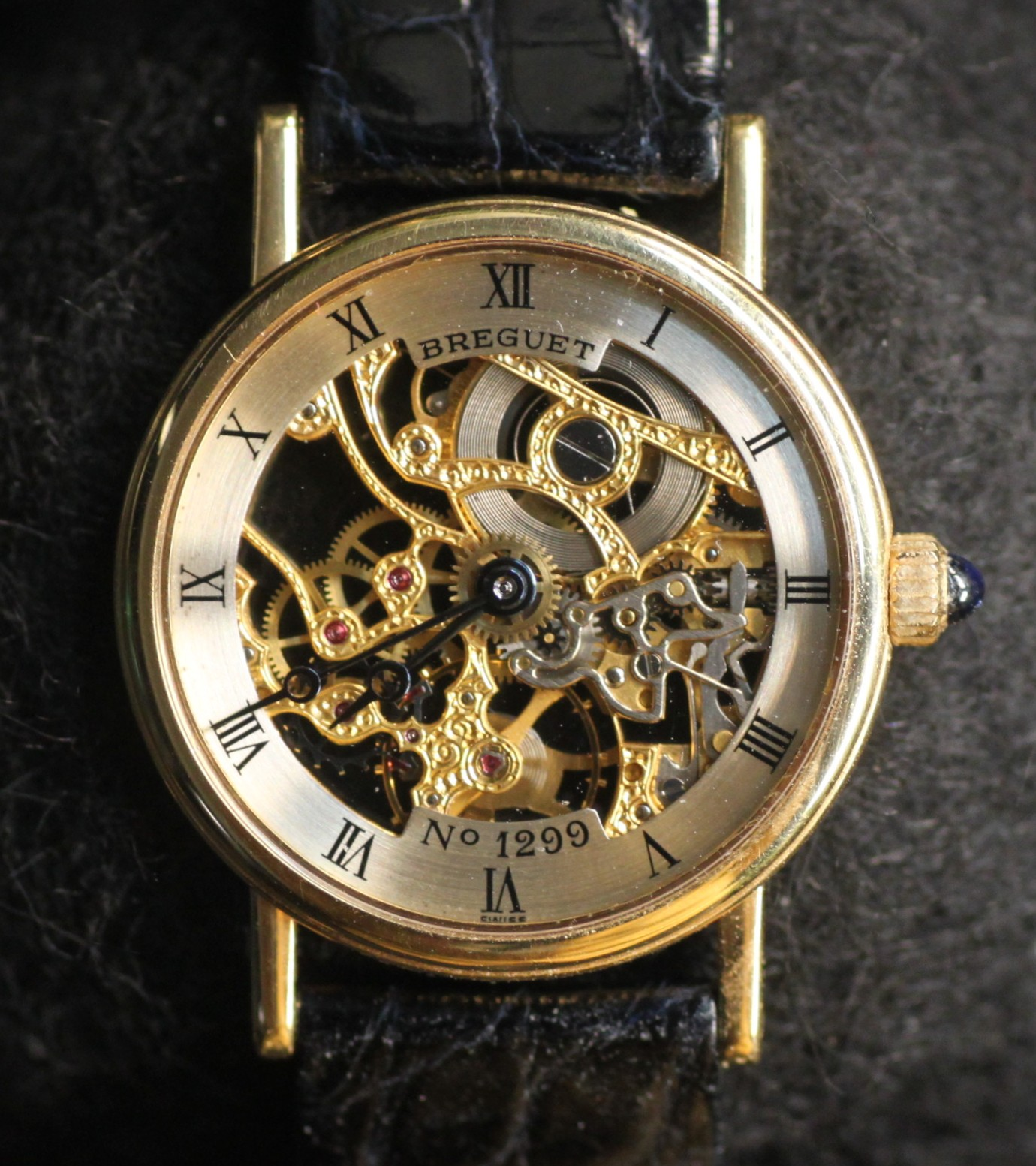
Rellotge Breguet

- Napoléon Bonaparte (1769–1821), emperador francès, tres rellotges de butxaca, un rellotge de taula núm. 178, comprat el 1798
- Joseph Bonaparte, rei de Nàpols i més tard d'Espanya, un rellotge de butxaca
- Louis Bonaparte, rei d'Holanda, un rellotge de butxaca
- Lucien Bonaparte, príncep de Canino, un rellotge de butxaca
- Jérôme Bonaparte, rei de Westfàlia, un rellotge de butxaca
- Pauline Bonaparte, princesa Borghese, un rellotge de butxaca
- Elisa Bonaparte, gran duquessa de Toscana, un rellotge de butxaca
- Stanisław Szczęsny Potocki (1751/1752–1805), polític i magnat polonès, rellotge de butxaca núm. 1693, comprat el 1809
- Jordi IV (1762–1830), rei de Gran Bretanya, rellotge de butxaca núm. 921, comprat el 1803
- Thomas Bruce, 7 anys. Comte d'Elgin (1766–1841), diplomàtic britànic, rellotge de butxaca núm. 1193, comprat el 1803
- Alexander von Humboldt (1769–1859), naturalista alemany, rellotge de butxaca "Garde-temps", núm. 147, comprat el 1805[7]
- Caroline Murat, reina de Nàpols, un rellotge de carro de Gran Complicació i el primer rellotge de polsera núm. 2639, comprat el 1812
- Michel Ney (1769–1815), mariscal de França, rellotge de butxaca núm. 2121, comprat 1813
- Charles Baudin (1784–1854), almirall francès, cronòmetre núm. 3230, comprat el 1827
- Gioachino Rossini (1792–1868), compositor italià, cronòmetre núm. 4604, comprat el 1843[8]
- Friedrich Wilhelm IV (1795–1861), rei de Prússia, rellotge de butxaca núm. 2846, comprat el 1814
- Maria Cristina de Nàpols-Sicília (1806–1878), regent d'Espanya, rellotge de taula núm. 3347, comprat el 1831
- Albert de Dion (1856–1946), pioner francès de l'automòbil, rellotge de polsera núm. 1782, comprat el 1911
- Winston Churchill (1874–1965), estadista britànic, cronògraf núm. 765, comprat el 1928[9]
- Arthur Rubinstein (1887–1982), pianista polonès, rellotge de butxaca núm. 4761, comprat el 1930

Refs.